# Notiocharis kalabakensis
Notiocharis kalabakensis és una espècie d'insecte dípter pertanyent a la família dels psicòdids.

## Descripció
- Mascle: ales esveltes, pàl·lides i de color marró clar als extrems de la nervadura; edeagus força corbat a la base; ales de 2,1 mm de llargària i 0,7 d'amplada.
- Femella: similar al mascle amb els lòbuls apicals de la placa subgenital més llargs que amples i ales d'1,7 mm de longitud i 0,6 d'amplada.[3]

## Distribució geogràfica
Es troba a Borneo.